# Imagen de Liz Truss e Isabel II del Reino Unido
La imagen de Liz Truss e Isabel II del Reino Unido fue tomada por la fotógrafa Jane Barlow el 6 de septiembre de 2022, dos días antes de la muerte de Isabel II, en el Castillo de Balmoral. Ésta fue la última imagen de la reina británica en sus más de 70 años de reinado, y en ella aprueba a Liz como nueva primera ministra del Reino Unido.

## Importancia de la imagen
Liz Truss fue activista por la república británica cuando tenía 19 años.

## Teorías conspirativas
Hay personas -sobre todo en redes sociales- que creen que la reina falleció antes de lo anunciado.